# Be wanabee
「Be wanabee」（ビー ワナビー）は、久保田利伸の7枚目のシングル。1990年10月1日に発売された。発売元はCBS/SONY。

## リリース
1990年10月1日にCBS/SONYから、アルバム『BONGA WANGA』のシングルカットとしてリリースされた。

### 再発盤
2005年8月24日にマキシシングルにて再発売された。

## 収録曲
| 全作詞・作曲: 久保田利伸、全編曲: 柿崎“WACKY KAKI”洋一郎, 久保田利伸。 |                                   |            |            |      |
| #                                                                      | タイトル                          | 作詞       | 作曲・編曲 | 時間 |
| 1.                                                                     | 「Be wanabee」                    | 久保田利伸 | 久保田利伸 | 5:24 |
| 2.                                                                     | 「MAMA UDONGO 〜まぶたの中に…〜」 | 久保田利伸 | 久保田利伸 | 6:32 |
| 合計時間:                                                              | 合計時間:                         | 11:56      |            |      |

## タイアップ
| # | 曲名                              | タイアップ                                      | 出典  |
| - | --------------------------------- | ----------------------------------------------- | ----- |
| 1 | 「Be wanabee」                    | TBS系TV『日立 世界・ふしぎ発見!』テーマ・ソング | [ 2 ] |
| 2 | 「MAMA UDONGO 〜まぶたの中に…〜」 | TBS系TV『JNNニュースの森』テーマ・ソング        |       |